# Eson xorgol

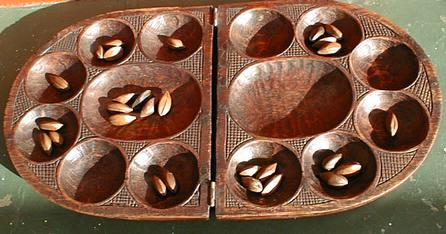
Un tablero de Eson Xorgol

Eson xorgol es un juego de mancala jugado por los kazajos en Mongolia occidental. Es jugado por dos jugadores.

## Reglas

### Equipos
Tradicionalmente, el juego es jugado con un tablero de 2x5 huecos y 90 deposiciones de cabra. Por supuesto, que algunos prefieren jugar con 10 tazas y 90 fichas u objetos indiferenciados cualquiera, tales como piedrecillas o bolitas de vidrio (los nómades por lo general usan deposiciones secas de cabra).

### Objetivo
El objetivo es capturar más fichas que el oponente.

### Situación inicial
Al comienzo del juego, se colocan nueve fichas en cada hueco. A diferencia de muchos otros juegos de mancala, los huecos no "pertenecen" a ningún jugador en particular.

### Movimientos
Los jugadores se turnan cosechando fichas en sentido horario alrededor del tablero. (Esto es en dirección contraria a la dirección usada en la mayoría de los mancalas.) La cosecha se realiza eligiendo un hueco, sacando todas las fichas de dicho hueco, y colocándolas una a una en cada hueco subsiguiente, hasta que se han usado todas.

### Captura
Se realiza una captura cuando la cosecha finaliza en un hueco ocupado cuyo vecino inmediato se encuentra vacío. Si sucede esto, todas las fichas en el hueco cruzado al hueco en el que finalizó la cosecha con capturadas.

### Final del juego
El juego concluye cuando los jugadores acuerdan que no quedan más fichas para ser capturadas.